# Jude Stéfan
Jacques Dufour dit Jude Stéfan, né à Manneville-sur-Risle (Eure) le 1er juillet 1930 et mort le 11 novembre 2020 à Saint-Désir (Calvados) est un poète et un nouvelliste français.

## Biographie
Jude Stéfan a fait des études de droit, de philosophie et de lettres. Il a été professeur au lycée Augustin Fresnel de Bernay où il a enseigné le français, le latin et le grec. Il vit à Orbec. Poète, nouvelliste, essayiste, épistolier, moraliste, il a publié de nombreux livres.
Jude Stéfan est un pseudonyme intentionnellement choisi. Jude : Jude l'obscur de Thomas Hardy ; Stéphen, le héros de Joyce ; « steorfan », terme à propos duquel Jude Stéfan écrit : « en vieil anglais steorfan veut dire mourir/ et si j'en retranche l'or/ reste ma vie terne » (Jude Stéfan, Cahier 8, Le Temps qu’il fait, Cognac, 1993, p. 86).
En 1954, au cours d'une maladie, il rédige Satires. La poésie lui est venue du goût des mots et surtout des langues. Dans sa « lettre à Bertrand » [réf.?], Jude Stéfan déclare que s'il écrit, c'est pour « ne pas crever la bouche close ». Il ajoute qu'il espère « ne pas voir le XXIe siècle, car la littérature aussi s'éteindra au profit des images ».
Jude Stéfan résume ainsi sa vie de poète « fleurs, femmes, jeunes, arbres, animaux, haine de la médiocrité ». Enfin, il termine avec humour en conseillant au dit Bertrand : « Si vous voulez être poète (mauvaise voie !), il vous faudra vous exercer pendant dix ans d'abord ! Puis, « Hauzez » ! »
Il n'aime pas parler de lui-même, de sa vie (?) — laquelle, celle qui passe à la vitesse de rotation de la terre, 29 kilomètres par seconde, le temps de rire, faire blanchir les cheveux, vous cadavériser ? — il n'aime pas la mort, qui origine tout destin. « Sans intérêt tout cela, disparu en quelques décennies. Du vent ».
Son œuvre a fait l'objet d'un dossier dans le revue Europe (mars 2023).

## Style poétique
La poésie de Jude Stéfan se définit selon ses propres termes comme une « poésie malgré », une « poésie-contre » : contre le fait que le langage puisse justifier d'une manière ou d'une autre la condition humaine, naître pour mourir. Ce refus pourrait servir de guide pour aborder une œuvre complexe où la division des genres n'est pas acceptée.

Ses intentions poétiques, il les déclare lui-même « La poésie n'existe pas, c'est une erreur complète [...] mon intention serait d'écrire des poèmes qui ne veulent rien dire, chaque vers détruit le précédent ; puis un résultat nul. Il ne faut pas qu'il y ait de fin comme dans Hugo [...]. Il ne faut pas que ça commence, il ne faut pas que ça finisse. C'est trop facile de faire un dernier vers...». Stéfan veut rester dans l'informe pour éviter le « trop poli, parfait léché ». Il veut laisser parler la matière c'est-à-dire les mots et tourne donc résolument le dos à toute poésie formelle c'est-à-dire toute règle de métrique, de rime et même de sens.

## Prix et récompenses
Jude Stéfan a reçu le prix Max-Jacob en 1985 et le Grand prix de Poésie de la Ville de Paris en 2000.

## Distinctions
- Chevalier de l'ordre des Arts et des Lettres.

### Poésie
- Cyprès, poésie, éditions Gallimard, Paris, 1967.
- Libères, poésie, Gallimard, Paris, 1970.
- Idylles suivi de Cippes, poésie, Gallimard, Paris, 1973.
- Poésie, éditions Guanda, Parme, 1978.
- Aux chiens du soir : poèmes en titre, poésie, Gallimard, Paris, 1979.
- Suites slaves, Ryôan-ji, Marseille, 1983.
- Laures : poèmes, poésie, Gallimard, Paris, 1984.
- Litanies du scribe, poèmes, Le Temps qu’il fait, Cognac, 1984.
- Alme Diane, poèmes, Le Temps qu’il fait, Cognac, 1986.
- À la vieille Parque précédé de Libères, poésie, Gallimard, Paris, 1989.
- Stances : ou 52 contre-haï-ku, poésie, Le Temps qu’il fait, Cognac, 1991.
- Elégiades suivi de Deux méditations, poésie, Gallimard, Paris, 1993.
- Prosopées, poésie, Gallimard, Paris, 1995.
- Povrésies ou 65 poèmes autant d’années, poésie, Gallimard, Paris, 1997.
- Épodes ou poèmes de la désuétude, poésie, Gallimard, Paris, 1999.
- Génitifs, poésie, Gallimard, Paris 2001.
- La Muse Province, poésie, Gallimard, Paris, 2002.
- Caprices, poésie, Gallimard, Paris, 2004.
- Désespérance, déposition, poésie, Gallimard, Paris, 2006.
- Que ne suis-je Catulle, poésie, Gallimard, Paris, 2010.
- Disparates, poésie, Gallimard, Paris, 2012.

### Nouvelles
- Vie de mon frère, nouvelles, Gallimard, Paris, 1973.
- La Crevaison, nouvelles, Gallimard, Paris, 1976.
- Lettres tombales, proses, Le Temps qu’il fait, Cognac, 1983.
- Les États du corps, nouvelles, Champ Vallon, Seyssel, 1987.
- La Fête de la patronne, nouvelles, Champ Vallon, Seyssel, 1991.
- Le nouvelliste, nouvelles, Champ Vallon, Seyssel, 1993.
- Scènes dernières : histoires de vie-mort, nouvelles, Champ Vallon, Seyssel, 1995.
- Vie de Saint, nouvelles, Champ Vallon, Seyssel, 1998.
- Oraisons funestes, nouvelles, Champ Vallon, Seyssel, 2003.
- L’Angliciste, nouvelles, Champ Vallon, Seyssel, 2006.
- L'idiot de village, nouvelles, Champ Vallon, Seyssel, 2008.

### Essais
- Gnomiques ou de l’Inconsolation, pensées et maximes, Le Temps qu’il fait, Cognac, 1985.
- Faux journal, notes, Le Temps qu’il fait, Cognac, 1986.
- De Catulle : et vingt transcriptions, essai, Le Temps qu’il fait, Cognac, 1990.
- Xénies, essai, Gallimard, Paris, 1992.
- Scholies, comptes-rendus critiques, Le Temps qu’il fait, Cognac, 1992.
- Epitomé ou Chrestomathie à l’usage des débutants en littérature, lectures, Le Temps qu’il fait, Cognac, 1993.
- Senilia, notes, Le Temps qu’il fait, Cognac, 1994.
- Variété VI, essais, Le Temps qu’il fait, Cognac, 1995.
- Chroniques catoniques, essai, La Table ronde, Paris, 1996.
- Silles, journal de lettres, Le Temps qu’il fait, Cognac, 1997.
- Variété VII, essais, Le Temps qu’il fait, Cognac, 2000.
- Pandectes ou le neveu de Bayle, essai, Gallimard, Paris, 2008.
- Rimbaud et Lautréamont, préface de Tristan Hordé, Fourmagnac, L’Étoile des limites, 2023.

### Autres
- Les Accidents, Ryôan-ji, Marseille, 1984.
- La Vieille Parque, L'Instant perpétuel, Rouen, 1984.
- Dialogue avec la sœur, Champ Vallon, Seyssel, 1987.
- Dialogue des figures, Champ Vallon, Seyssel, 1988.
- Les courtisans de Saint-Simon, éditions Guillemets, postface de Jude Stéfan, 1992.
- PrOsEMES, L’Instant perpétuel, Rouen, 1997.
- Quatre épodes, Clarisse, Martigny, 1998.
- 25 lettres d’alphabet, Caedere, Chartres, 2000.
- Litanies du scribe avec rajouts, Caedere, Chartres, 2001.
- Lettre à une morte, L’Instant perpétuel, Rouen, 2002.
- L’Anti-Pédagogue, tirage(s) limité(s), 2003.
- Le Sillographe (Diurnal invectif 1997-2003), Champ Vallon, Seyssel, 2004.
- Les Stéfan, L’Instant perpétuel, Rouen, 2004.
- Thanasies, L’Instant perpétuel, Rouen, 2005.
- Jude Stéfan, rencontre avec Tristan Hordé, éditions Argol, Paris, 2005.
- Grains & issues, La Ligne d'ombre, [S.l.], 2007.
- Les Commourants, Argol, Paris, 2008.
- Ménippées. P(r)o(s)ésies, éditions Argol, Paris, 2011.
- Factum, Caedere, Chartres, 2012.

## Entretien
- Participation aux entretiens du CD Je îl(e) déserte (avec Ivar Ch'Vavar, Philippe Blondeau, Maurice Mourier, etc.)[4], Tristan Felix / Laurent Noël, production L'Usine à muse, 2011.